# Kołby
Kołby (biał. Каўбы; ros. Колбы) – wieś na Białorusi, w obwodzie brzeskim, w rejonie pińskim, w sielsowiecie Łopacin, nad Styrem.

## Historia
W 1913 na terenie majątku Kołby odbył się pierwszy konspiracyjny obóz skautowy na terenie zaboru rosyjskiego, w którym udział wzięli harcerze 16 Warszawskiej Drużyny Harcerzy, której zastępowym był syn właścicieli majątku Piotr Olewiński.
W dwudziestoleciu międzywojennym leżały w Polsce, w województwie poleskim, w powiecie pińskim, w gminie Lemieszewicze. Po II wojnie światowej w granicach Związku Sowieckiego. Od 1991 w niepodległej Białorusi.

## Urodzeni w Kołbach
- Piotr Olewiński - poseł i senator II RP, prezydent Pińska

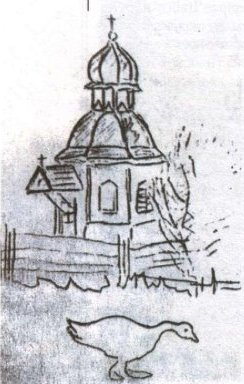
Kaplica w Kołbach na rysunku Aleksandra Błoka

- Stanisław Olewiński - poseł II RP